# John James Rickard Macleod
John James Rickard Macleod (Cluny, 6. rujna 1876. – Aberdeen, 16. ožujka 1935.), škotski liječnik i fiziolog.
Diplomirao je medicinu 1898.g. na Sveučilištu u Aberdeenu.
Najveći doprinos znanosti je njegov rad na metabolizmu ugljikohidrata, te je za svoje zasluge u otkriću inzulina 1923.g. dobio Nobelovu nagradu zajedno Frederick Bantingom.
Macleod je dobio pola zasluga za otkriće inzulina iako su mnogi ljudi (uključujući i samog Bantinga) smatrali da je upravo rad Charles Besta (Bantingovo pomoćnika) bio ključan u otkriću.